# Liste des plus hautes tours campanaires d'Italie

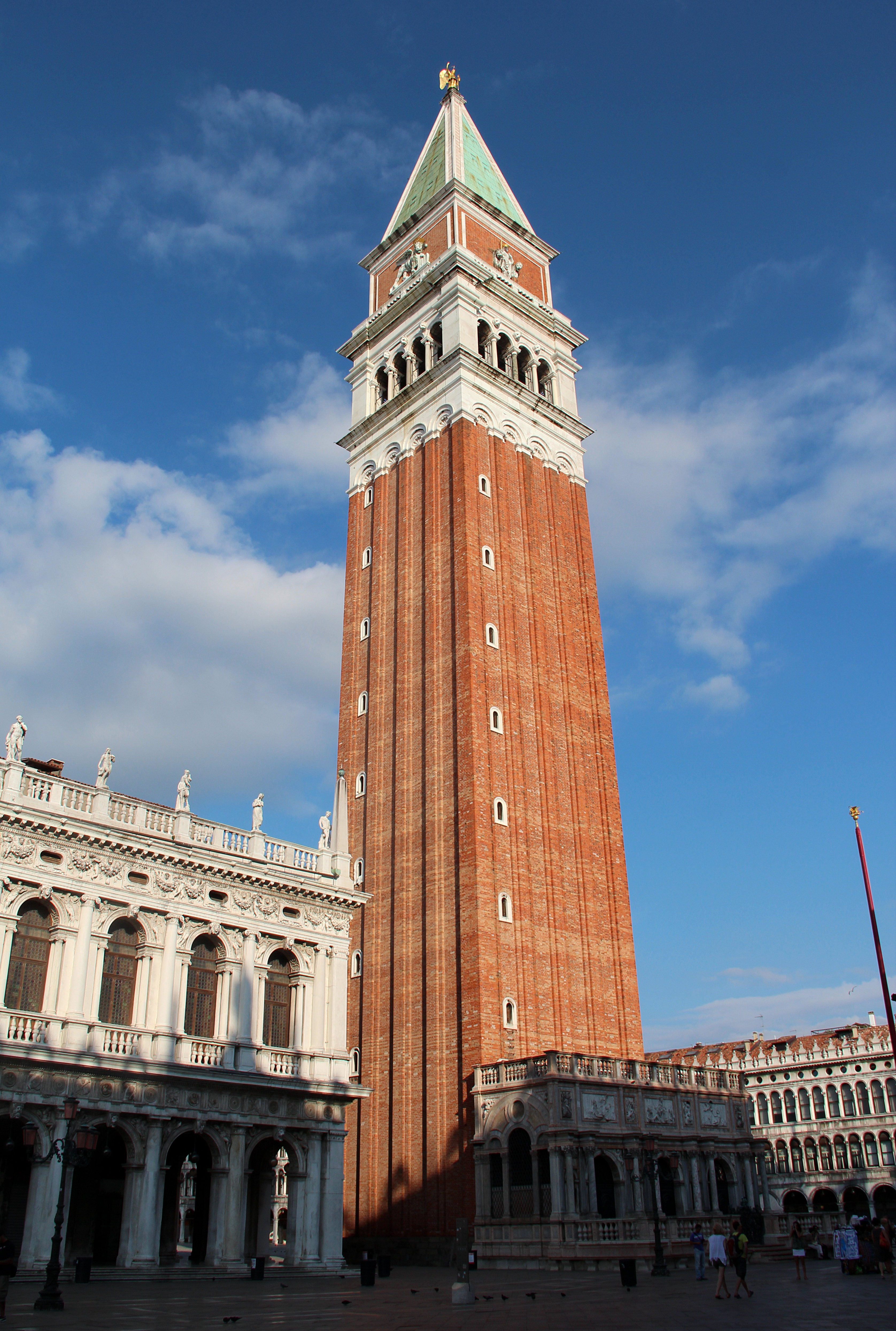
Le campanile de Saint-Marc à Venise, l'un des campaniles les plus élevés (et les plus connus) d'Italie.

Cette liste recense les plus hautes tours campanaires d'Italie, pays comportant de nombreux exemples de ces types de monuments dans leurs centres historiques :
- des campaniles et des clochers appelant les fidèles au culte pratiqué dans l'édifice religieux conjoint.
- des beffrois pour l'appel des citoyens aux édifices publics de gestion de la ville.

## Généralités
De façon générale, un campanile est une tour campanaire, un édifice abritant des cloches servant à appeler les fidèles à la prière. En français, le terme s'emploie surtout pour les édifices italiens de la Renaissance, où le campanile – à la différence d'un clocher — est un élément architectural à part entière, construit à côté de l'église et n'en faisant pas partie (en italien, campanile désigne tout simplement n'importe quel type de clocher). De forme carrée ou ronde, un campanile est souvent percé d'arcades sur plusieurs niveaux. À la Renaissance, le campanile devient l'objet de rivalité entre les villes italiennes et sa construction est souvent confiée à de artistes majeurs. Certains sont particulièrement célèbres, comme le campanile de Giotto à Florence, la tour de Pise ou le campanile de Saint-Marc à Venise.

## Liste
La liste suivante recense les tours campanaires italiennes, religieuses ou non, mesurant plus de 70 m de hauteur.
| Édifice                                                                 | Commune                       | Région                  | Hauteur (m) | Notes | Coordonnées                  | Illus. |
| ----------------------------------------------------------------------- | ----------------------------- | ----------------------- | ----------- | --- | ---------------------------- | ------ |
| Campanile (it) de l'église Santi Pietro e Paolo (it)                    | Mortegliano                   | Frioul-Vénétie Julienne | 113         | Plus haut clocher d'Italie, inauguré en 1959 | 45° 56′ 37″ N, 13° 10′ 17″ E |        |
| Torrazzo                                                                | Crémone                       | Lombardie               | 112         | Campanile de la cathédrale | 45° 08′ 02″ N, 10° 01′ 30″ E |        |
| Campanile de la cathédrale                                              | Alexandrie                    | Piémont                 | 106         | | 44° 54′ 44″ N, 8° 37′ 08″ E  |        |
| Campanile de Saint-Marc                                                 | Venise                        | Vénétie                 | 99          | Campanile de la basilique Saint-Marc | 45° 26′ 02″ N, 12° 20′ 20″ E |        |
| Campanile de la basilique San Nicolò (it)                               | Lecco                         | Lombardie               | 96          | | 45° 51′ 25″ N, 9° 23′ 21″ E  |        |
| Torre di Arnolfo                                                        | Florence                      | Toscane                 | 94          | Beffroi du Palazzo Vecchio | 43° 46′ 10″ N, 11° 15′ 22″ E |        |
| Campanile de l'église San Giulio (it)                                   | Castellanza                   | Lombardie               | 93          | | 45° 36′ 44″ N, 8° 54′ 00″ E  |        |
| Clocher la basilique San Gaudenzio                                      | Novare                        | Lombardie               | 92          | Le dôme de l'église atteint 121 m | 45° 26′ 56″ N, 8° 37′ 12″ E  |        |
| Torre del Popolo (it)                                                   | Palazzolo sull'Oglio          | Lombardie               | 92          | Beffroi civil, surmonté d'une statue de Fidèle de Côme de 7 m de hauteur | 45° 35′ 51″ N, 9° 53′ 04″ E  |        |
| Campanile de l'église Santa Sofia (it)                                  | Lendinara                     | Vénétie                 | 92          | | 45° 05′ 04″ N, 11° 36′ 12″ E |        |
| Clocher de l'église Santa Maria Assunta (it)                            | Silandro                      | Trentin-Haut-Adige      | 90          | | 46° 37′ 40″ N, 10° 46′ 21″ E |        |
| Campanile de l'église Santa Maria Assunta (it)                          | Breganze                      | Vénétie                 | 90          | | 45° 42′ 32″ N, 11° 33′ 53″ E |        |
| Torre del Mangia                                                        | Sienne                        | Toscane                 | 88          | Beffroi adjacent au Palazzo Pubblico. La structure atteint 102 m avec son paratonnerre.                                                                                           | 43° 19′ 06″ N, 11° 19′ 56″ E |        |
| Clocher de l'église Sant'Antonio Abate (it)                             | Valmadrera                    | Lombardie               | 87          | | 45° 50′ 52″ N, 9° 21′ 32″ E  |        |
| Campanile de l'église dell'Annunciazione del Signore de Col San Martino | Farra di Soligo               | Vénétie                 | 87          | | 45° 53′ 40″ N, 12° 05′ 16″ E |        |
| Torre Ghirlandina                                                       | Modène                        | Émilie-Romagne          | 86          | Campanile de la cathédrale | 44° 38′ 47″ N, 10° 55′ 33″ E |        |
| Campanile de Giotto                                                     | Florence                      | Toscane                 | 85          | Campanile de la cathédrale | 43° 46′ 22″ N, 11° 15′ 19″ E |        |
| Clocher de l'église de la Conversion-de-Saint-Paul (it)                 | Appiano sulla Strada del Vino | Trentin-Haut-Adige      | 85          | | 46° 28′ 20″ N, 11° 15′ 41″ E |        |
| Clocher de l'église San Carlo al Corso (it)                             | Milan                         | Lombardie               | 84          | | 45° 28′ 00″ N, 9° 11′ 46″ E  |        |
| Campanile de l'église Santi Pietro e Paolo (it)                         | Ponte San Pietro              | Lombardie               | 84          | | 45° 41′ 49″ N, 9° 35′ 33″ E  |        |
| Tour des Lamberti                                                       | Vérone                        | Vénétie                 | 84          | Beffroi du palazzo della Ragione | 45° 26′ 35″ N, 10° 59′ 52″ E |        |
| Campanile de l'église San Giovanni Battista (it)                        | Stezzano                      | Lombardie               | 83          | | 45° 39′ 00″ N, 9° 39′ 10″ E  |        |
| Campanile de l'église Nostra Signora del Suffragio e Santa Zita (it)    | Turin                         | Piémont                 | 83          | | 45° 04′ 48″ N, 7° 39′ 52″ E  |        |
| Campanile de l'église San Nicolò (it)                                   | Mérano                        | Trentin-Haut-Adige      | 83          | | 46° 40′ 17″ N, 11° 09′ 55″ E |        |
| Campanile du sanctuaire Notre-Dame-du-Rosaire                           | Pompéi                        | Campanie                | 82          | | 40° 44′ 59″ N, 14° 30′ 00″ E |        |
| Campanile de l'église Santi Pietro e Paolo (it)                         | Castelrotto                   | Trentin-Haut-Adige      | 82          | | 46° 34′ 04″ N, 11° 33′ 35″ E |        |
| Clocher de l'église Santi Quirico e Giulitta (it)                       | Termeno sulla Strada del Vino | Trentin-Haut-Adige      | 82          | | 46° 20′ 31″ N, 11° 14′ 25″ E |        |
| Campanile de l'église San Rocco (it)                                    | Dolo                          | Vénétie                 | 82          | | 45° 25′ 27″ N, 12° 04′ 28″ E |        |
| Torre Bissara (it)                                                      | Vicence                       | Vénétie                 | 82          | Beffroi | 45° 32′ 50″ N, 11° 32′ 49″ E |        |
| Campanile de l'église San Martino (it)                                  | Vigodarzere                   | Vénétie                 | 82          | | 45° 27′ 19″ N, 11° 52′ 50″ E |        |
| Campanile de l'église Santa Valeria (it)                                | Seregno                       | Lombardie               | 81          | | 45° 39′ 15″ N, 9° 11′ 40″ E  |        |
| Campanile de l'église Santa Maria Immacolata                            | Santorso                      | Vénétie                 | 81          | | 45° 44′ 17″ N, 11° 23′ 23″ E |        |
| Clocher de la basilique Saint-André de Mantoue                          | Mantoue                       | Lombardie               | 80          | La basilique est édifiée à partir de 1472 à la place d'un monastère, dont seul le clocher subsiste. Malgré sa hauteur, ce dernier est moins élevé que le dôme de l'église (80 m). | 45° 09′ 31″ N, 10° 47′ 38″ E |        |
| Campanile de l'église Santa Maria Nascente (it)                         | Cologna Veneta                | Vénétie                 | 80          | | 45° 18′ 34″ N, 11° 22′ 59″ E |        |
| Campanile de la cocathédrale San Marco Evangelista                      | Pordenone                     | Frioul-Vénétie Julienne | 79          | | 45° 57′ 17″ N, 12° 39′ 38″ E |        |
| Campanile de l'église Santa Maria Maggiore (it)                         | Monteforte d'Alpone           | Vénétie                 | 79          | | 45° 25′ 21″ N, 11° 17′ 05″ E |        |
| Campanile de l'église San Lorenzo Martire (it)                          | Pescantina                    | Vénétie                 | 79          | | 45° 28′ 43″ N, 10° 51′ 21″ E |        |
| Campanile de la cathédrale Santa Maria Matricolare                      | Vérone                        | Vénétie                 | 79          | | 45° 26′ 50″ N, 10° 59′ 51″ E |        |
| 'Torre Civica                                                           | Pavie                         | Lombardie               | 78          | Beffroi jouxtant la cathédrale, effondré en 1989 | 45° 11′ 06″ N, 9° 09′ 11″ E  |        |
| Campanile de l'église Saint-Jean-Baptiste                               | Monza                         | Lombardie               | 78          | | 45° 35′ 02″ N, 9° 16′ 31″ E  |        |
| Campanile de la basilique Santa Croce                                   | Florence                      | Toscane                 | 78          | | 43° 46′ 05″ N, 11° 15′ 48″ E |        |
| Campanile de l'Église paroissiale de l'Assomption                       | Lana                          | Trentin-Haut-Adige      | 78          | | 46° 36′ 00″ N, 11° 09′ 48″ E |        |
| Campanile de l'église della Natività della Beata Vergine Maria (it)     | Fonzaso                       | Vénétie                 | 78          | | 45° 48′ 17″ N, 11° 39′ 28″ E |        |
| Campanile de l'église Sant'Anastasia (it)                               | Villasanta                    | Lombardie               | 77          | | 45° 36′ 13″ N, 9° 18′ 03″ E  |        |
| Campanile de la cathédrale Santa Maria Assunta                          | Sienne                        | Toscane                 | 77          | | 43° 19′ 04″ N, 11° 19′ 45″ E |        |
| Campanile de l'église Santa Maria Assunta (it)                          | Caltrano                      | Vénétie                 | 77          | | 45° 46′ 12″ N, 11° 27′ 39″ E |        |
| Clocher de l'abbatiale San Mercuriale (it)                              | Forlì                         | Émilie-Romagne          | 76          | | 44° 13′ 21″ N, 12° 02′ 31″ E |        |
| Campanile de l'église Santo Stefano Protomartire (it)                   | Buja                          | Frioul-Vénétie Julienne | 76          | | 46° 12′ 31″ N, 13° 07′ 36″ E |        |
| Clocher de l'église Santa Maria del Carmine                             | Pavie                         | Lombardie               | 76          | | 45° 11′ 13″ N, 9° 09′ 13″ E  |        |
| Campanile de la basilique                                               | Lorette                       | Marches                 | 76          | | 43° 26′ 28″ N, 13° 36′ 37″ E |        |
| Clocher de l'église de l'Assomption (it)                                | Terlano                       | Trentin-Haut-Adige      | 76          | | 46° 31′ 47″ N, 11° 14′ 56″ E |        |
| Clocher de la basilique Santa Maria del Carmine Maggiore                | Naples                        | Campanie                | 75          | | 40° 50′ 48″ N, 14° 16′ 03″ E |        |
| Clocher de l'abbatiale Saint-Jean-l'Évangéliste                         | Parme                         | Émilie-Romagne          | 75          | | 44° 48′ 10″ N, 10° 19′ 58″ E |        |
| Campanile de l'église San Pietro Apostolo (it)                          | Azzano Decimo                 | Frioul-Vénétie Julienne | 75          | | 45° 52′ 49″ N, 12° 42′ 49″ E |        |
| Campanile de l'église Santa Maria in Colle                              | Montebelluna                  | Frioul-Vénétie Julienne | 75          | | 45° 46′ 55″ N, 12° 02′ 31″ E |        |
| Campanile de l'église Santa Lucia (it)                                  | Santa Lucia di Piave          | Frioul-Vénétie Julienne | 75          | | 45° 51′ 02″ N, 12° 17′ 13″ E |        |
| Clocher de la basilique Sainte-Marie-Majeure                            | Rome                          | Latium                  | 75          | | 41° 53′ 51″ N, 12° 29′ 56″ E |        |
| Campanile de l'église Santi Pietro e Paolo (it)                         | Lissone                       | Lombardie               | 75          | | 45° 36′ 42″ N, 9° 14′ 18″ E  |        |
| Clocher du sanctuaire Notre-Dame des Douleurs (it)                      | Ro                            | Lombardie               | 75          | | 45° 31′ 58″ N, 9° 02′ 21″ E  |        |
| Campanile de l'église Santi Pietro e Paolo (it)                         | Pederobba                     | Vénétie                 | 75          | | 45° 52′ 25″ N, 11° 56′ 49″ E |        |
| Campanile de l'église Santa Maria Assunta (it)                          | Solesino                      | Vénétie                 | 75          | | 45° 10′ 39″ N, 11° 44′ 34″ E |        |
| Campanile de la basilique San Giorgio Maggiore                          | Venise                        | Vénétie                 | 75          | | 45° 25′ 46″ N, 12° 20′ 38″ E |        |
| Campanile de l'église Santa Maria delle Grazie (it)                     | San Donà di Piave             | Vénétie                 | 74          | | 45° 37′ 47″ N, 12° 34′ 00″ E |        |
| Campanile de la basilique patriarcale                                   | Aquilée                       | Frioul-Vénétie Julienne | 73          | | 45° 46′ 12″ N, 13° 22′ 15″ E |        |
| Campanile de l'église San Giovanni Battista (it)                        | Loria                         | Vénétie                 | 72          | | 45° 44′ 04″ N, 11° 50′ 32″ E |        |
| Campanile de la basilique Sainte-Justine                                | Padoue                        | Vénétie                 | 72          | | 45° 23′ 45″ N, 11° 52′ 47″ E |        |
| Campanile de l'église San Vittore Martire (it)                          | Corbetta                      | Lombardie               | 71          | Le clocher construit en 1891, mesurant 81 m, s'est effondré en 1902 ; il fut reconstruit en 1908 avec 10 m de moins.                                                              | 45° 27′ 57″ N, 8° 55′ 13″ E  |        |
| Clocher de la cathédrale de Bologne                                     | Bologne                       | Émilie-Romagne          | 70          | | 44° 29′ 44″ N, 11° 20′ 38″ E |        |
| Campanile de la basilique Saint-Pierre                                  | Pérouse                       | Ombrie                  | 70          | | 43° 06′ 05″ N, 12° 23′ 43″ E |        |
| Campanile de la cathédrale de l'Assomption                              | Lecce                         | Pouilles                | 70          | | 40° 21′ 07″ N, 18° 10′ 09″ E |        |
| Clocher de la Badia Fiorentina                                          | Florence                      | Toscane                 | 70          | | 43° 46′ 14″ N, 11° 15′ 27″ E |        |